# Fallas

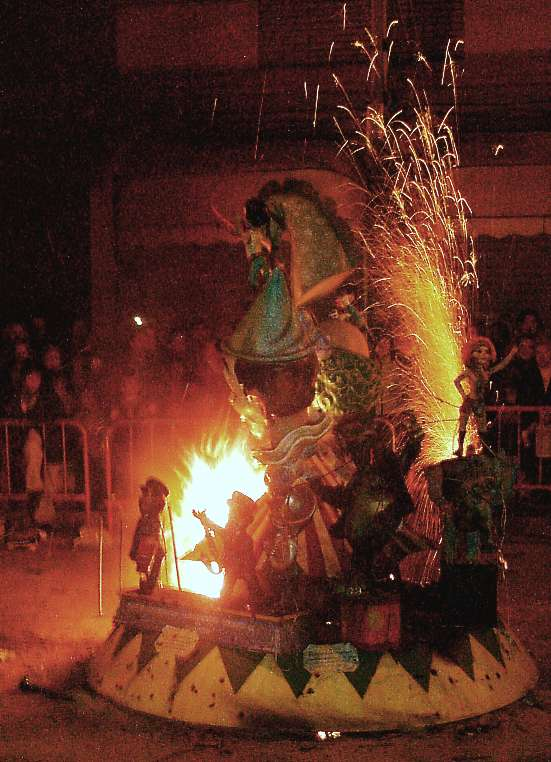
Falla infantil Poeta Altet

Die Fallas [ˈfaʎas] (span.) oder Falles [ˈfajes] (val.), sind ein valencianisches Frühlingsfest, das jedes Jahr zum Josefstag im März in der Hauptstadt Valencia sowie in ähnlicher Form, oft zu abweichenden Terminen, an zahlreichen Orten der Comunidad Valenciana gefeiert wird und zur traditionellen Folklore der Küstenlandschaft Valencias (País Valencià) gehört. Hauptattraktion sind teils haushohe Skulpturen aus Pappmaché und anderen brennbaren Materialien, die am letzten Tag des Festes feierlich angezündet und von lautstarkem Feuerwerk begleitet auf den Straßen und Plätzen abgebrannt werden. Sie heißen ebenfalls Fallas und haben dem Fest seinen Namen gegeben.

## Geschichte
Entstanden sind die Fallas im 18. Jahrhundert, wobei die Ursprünge unklar sind. Eine gängige These ist, dass die Zimmerleute am Ende der kalten Jahreszeit ihre Holzgestelle für die Lampen und Kerzen verbrannt haben, weil sie diese im Frühjahr nicht mehr brauchten. Der Termin für diese Verbrennung (valencianisch: cremà) sei dann im Laufe der Zeit auf den Tag des Heiligen Josef (San José/Sant Josep) am 19. März gelegt worden. Da Josef, der Ziehvater Jesu von Nazaret, wie auch sein Sohn Zimmermann war, gilt er in Spanien als Schutzpatron der Zimmerleute.
Irgendwann wurden an diesem Tag auch Holzreste und alte Möbel auf den Straßen verbrannt, die man vorher gesammelt hatte. Mit der Zeit hängte man auch bekleidete Strohpuppen vor die Fenster und über die Straßen oder lehnte sie auf Holzpodesten an die Hauswände und verbrannte sie ebenfalls vor zahlreichen Zuschauern. Dann fingen die Handwerker eines Viertels an, für diesen Tag kleine Kunstwerke zu bauen, die aus mehreren Figuren bestanden. Bis zum Anfang des 20. Jahrhunderts bestanden die Fallas aus großen Kisten mit drei oder vier Wachspuppen, die Stoffkleider trugen. Dann entdeckten die Künstler Pappmaché als ideales Material. Mittlerweile werden teilweise auch Kunstfaserstoffe wegen ihrer größeren Stabilität und Wasserfestigkeit verwendet. Jedoch wird diese Praxis teilweise stark kritisiert, weil beim Verbrennen dieser Materialien viele Giftstoffe frei werden.
Aus den Puppen wurden nach und nach dreidimensionale Kunstwerke, die, aus Holz, Gips und Pappe gefertigt, jeweils ein bestimmtes Thema aufgreifen und karikieren. Heute sind die größten Skulpturen haushohe Gebilde, die oft mehr als zehn Tonnen wiegen und teilweise über 100.000 Euro kosten. Jedes Jahr gibt es einen Wettbewerb, bei dem die Bevölkerung die besten Fallas und die beliebteste Einzelfigur (ninot, Puppe auf Valencianisch) wählt. Die drei meistgewählten Einzelfiguren werden nicht verbrannt, sondern im "Museo Fallero" ausgestellt.
Künstler und Handwerker arbeiten nicht selten ein Jahr lang an den teilweise närrisch wirkenden Monumenten, die Sportler, nationale Größen und lokale Prominenz oft humorvoll glorifizieren oder verspotten. Obwohl in den vergangenen Jahrhunderten von der Obrigkeit misstrauisch beäugt und zeitweise verboten, sind die Fallas heute ein von der Stadtverwaltung gefördertes Spektakel und haben sich zu jenem berauschenden und farbenfrohen Fest entwickelt, das Valencia Jahr für Jahr in einen Ausnahmezustand versetzt. Die Fallas sind im Ausland wenig bekannt, da das Fest hauptsächlich von den Bürgern der Stadt für die Bürger der Stadt gedacht ist und erst in den 1990er Jahren begonnen wurde, sie professionell als internationale Touristenattraktion zu bewerben.
Der treibende Motor der Fallas sind die fast 150.000 Mitglieder der Fallas-Vereine aus den knapp 40 Stadtvierteln Valencias, die jeweils einen Häuserblock oder mehrere Straßenzüge umfassen. Jeder Verein hat sein Hauptquartier, genannt Casal Faller. Die Mitglieder entrichten einen Jahresbeitrag und beteiligen sich das ganze Jahr über an den Festvorbereitungen. Jeder Fallas-Verein wird von einem Präsidenten vertreten und organisiert ganzjährig Feste, Tombolas, Wettbewerbe etc., um Geld für das Fest zu sammeln.
2016 wurden die Fallas von Valencia in die UNESCO-Liste des immateriellen Kulturerbes der Menschheit aufgenommen.
Aufgrund der COVID-19-Pandemie mussten die Fallas 2020 erstmals seit dem spanischen Bürgerkrieg abgesagt werden.

## Die Höhepunkte
Im Mittelpunkt steht dabei die Errichtung einer eigenen Falla aus Holz und Pappmaché, die das Stadtviertel repräsentieren soll. Dazu werden spezialisierte Handwerker und Künstler unter Vertrag genommen. Weitere Aufgaben sind das Vorbereiten der Trachtenumzüge, das Zusammenstellen der Musikkapelle oder der Aufbau der Vereinshalle, in dem sich das Stadtviertel während der Festwoche trifft. Dabei möchte jedes Stadtviertel einen der begehrten Preise erhalten, die während der Fallas in verschiedenen Kategorien vergeben werden (beste Falla, bestes Feuerwerk etc.). Jeder Verein stellt auch eine Fallera, eine Valencianerin in traditioneller Tracht; unter allen Frauen wird dann die Fallera Mayor und unter den Mädchen die Fallera Mayor Infantil gewählt, die das Fest dann eine Woche lang offiziell repräsentiert.
Ehrgeiz und Bürgerstolz spielen bei den Fallas eine große Rolle. Der Wettkampf-Charakter zwischen den einzelnen Stadtvierteln sorgt für Impulse und lässt die Fallas Jahr für Jahr wachsen. Dem Besucher oder Touristen erschließen sich die Feierlichkeiten innerhalb der Stadtteil-Vereine nur zum Teil. Doch neben den Aktivitäten der Stadtviertel gibt es während der Fallas auch ein offizielles Programm, das von der Stadtverwaltung organisiert wird und jedem zugänglich ist.

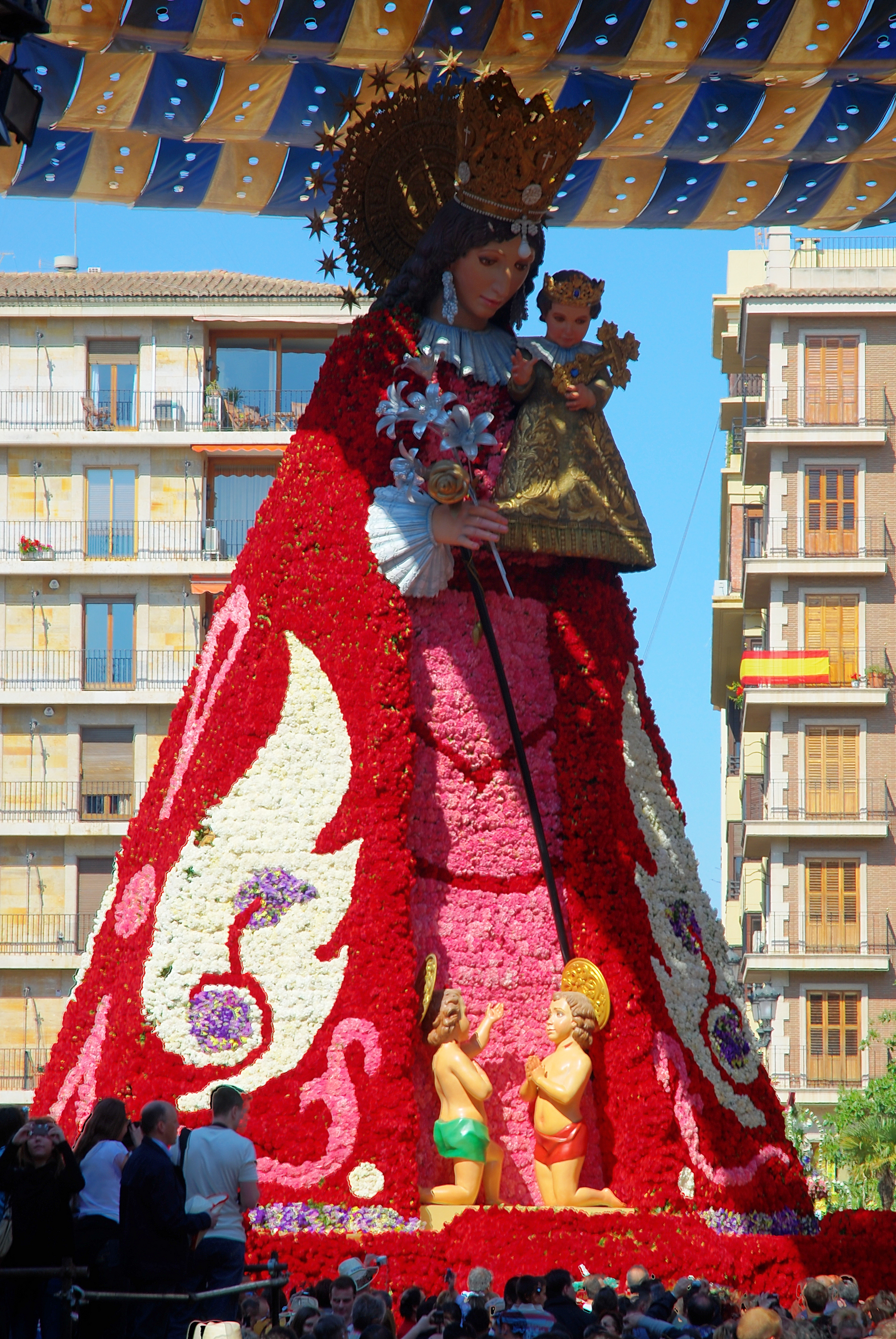
Ofrena de Flors 2008

Zum offiziellen Programm gehört z. B. die Ofrena de Flors, der zweitägige "Opfergang" zu Ehren der Heiligen Jungfrau der Hilflosen, die gleichzeitig die Stadtpatronin Valencias ist. An der Ofrena de Flors nehmen über 100.000 Männer, Frauen und Kinder in bunten Trachten teil. Die Herren kommen im traditionellen Anzug, die Damen in Röcken aus feiner Seide und teuerem Brokat, die Haare kunstvoll aufgesteckt. In den Gala-Kostümen steckt nicht selten ein ganzes Monatseinkommen; sie werden aber immer wieder getragen. Auf der Plaza de la Virgen wird eine 14 Meter hohe Holzstatue der Heiligen Jungfrau aufgebaut. Darauf wird aus den Blumen, die die Teilnehmer der Ofrenda bringen, das Madonnenkleid gesteckt. Fast 50 Tonnen Rosen und Nelken, Gladiolen und Tulpen, Anemonen und Lilien – Blumen, die aus ganz Spanien nach Valencia eingeflogen werden – werden benötigt.
Auch die Feuerwerke werden von den Städten organisiert bzw. von Sponsoren finanziert. Für die Fallas stecken die Valencianer Jahr für Jahr hunderte Tonnen pyrotechnischer Sätze in Feuerwerkskörper, die in den Festwochen täglich gezündet werden: bunte Castillos (Höhenfeuerwerke) bei Nacht, laute Mascletàs (Böllerkaskaden) am Tag in den Straßen. Die allabendlichen Feuerwerke am Ufer des Turia in Valencia ziehen jedes Mal mehrere hunderttausend Zuschauer an. Die eigentliche Besonderheit der Fallas sind aber die Tageslichtfeuerwerke (Mascletàs), die in Valencia in der Festwoche jeden Tag um 14 Uhr am Rathausplatz gezündet werden und ebenfalls zehntausende Besucher anlocken. An langen Schnüren aufgereihte Knallkörper explodieren im Sekundentakt und entfachen eine Sinfonie aus donnerndem Grollen, Paukenschlägen und pfeifenden zischenden Tönen. Hierbei wird nicht nur auf Lautstärke Wert gelegt, vielmehr liegt es am Pyrotechniker, den Rhythmus und die Dynamik der Mascletà möglichst ansprechend zu gestalten. Gute Pyrotechniker sind in Valencia Berühmtheiten und werden wie Popstars gefeiert. Das Donnerkonzert geht durch Mark und Bein und versetzt die Menge minutenlang in Trance. Um Unfällen vorzubeugen, ist die tägliche Gesamtpulvermenge der Mascletà mittlerweile auf maximal 120 kg Blitzknallsatz und an den Wochenenden auf 160 kg begrenzt worden. Bei den drei letzten Mascletàs kann die Gesamtpulvermenge bis zu 300 kg betragen. Der Sender TVVi überträgt die Mascletàs ab 14 Uhr während der Festwoche täglich live im Fernsehen. Für das jüngere Publikum gibt es am Abend Popkonzerte in der Stadtmitte mit bekannten spanischen Künstlern.
Besucher der Fallas von Valencia finden neben den Großveranstaltungen überall Fallas in den einzelnen Stadtvierteln; im Jahr 2005 waren es 378. Jedes Stadtviertel hat sein eigenes Programm mit kleinen Feuerwerken, Mascletás, Wettbewerben etc. Auf dem Weg durch die Stadt stößt man zudem ständig auf eine der über 350 Musikkapellen, die während der Festwoche durch die Straßen ziehen und traditionelle Musik (z. B. Pasodoble) spielen. 
Ihren Höhepunkt finden die Feierlichkeiten in Valencia am Abend des Josefstags am 19. März. Zu Ehren des Heiligen werden die Fallas ab Mitternacht verbrannt, wobei die größte auf der Plaza del Ayuntamiento vor dem Rathaus erst eine Stunde nach Mitternacht angezündet wird.

## Belege
1. ↑  Neueinträge 2016 (Memento vom 2. Dezember 2016 im Internet Archive) auf der Seite der deutschen UNESCO-Kommission; Fallas. UNESCO Intangible Cultural Heritage, 2016.
2. ↑  Erstmals seit dem Bürgerkireg: "Fallas" in Valencia abgesagt. In: euronews. 13. März 2020, abgerufen am 16. Mai 2020.
3. ↑  Andrea Courtin: Feurige Kunst. Keine Fiesta ohne Pyrotechnik: Das Land Valencia riecht nach Schwarzpulver. In: Costa Blanca Nachrichten, 24. Juni 2016, aufgerufen am 6. Juli 2018.